# Pavel Shteller
Pável Pávlovich Shteller (en ruso: Па́вел Па́влович Ште́ллер; San Petersburgo, 1 de enero de 1910 - Moscú, 4 de febrero de 1977) fue un arquitecto, urbanista y profesor soviético. En la década de los años 30, también fue un reconocido nadador y jugador de waterpolo.
Fue nombrado Arquitecto de Honor de la RSFSR en 1971, Laureado de los Premios Lenin (1962) y los Premios Stalin de tercer grado (1951). Entre sus principales obras destaca la Casa Blanca de Moscú, sede del poder legislativo de la República Socialista Federativa Soviética de Rusia hasta la disolución de la Unión Soviética, y actual sede del Gobierno de la Federación Rusa.